# Alessandra Acciai
Alessandra Acciai (ur. 12 grudnia 1965 w Rzymie) – włoska aktorka filmowa, telewizyjna i teatralna.

## Wybrana filmografia
- 1989 – Czarny kot
- 1996 – Hotel Roma jako Ottavia
- 1997 – List jako Kobieta
- 1999 – Oszustwo
- 2000 – Zauroczenie 3 jako Cora
- 2001 – Zauroczenie 4 jako Cora